# Suore di carità di Nostra Signora del Buono e Perpetuo Soccorso
Le Suore di Carità di Nostra Signora del Buono e Perpetuo Soccorso sono un istituto religioso femminile di diritto pontificio: i membri di questa congregazione pospongono al loro nome la sigla S.B.P.S.

## Storia
La congregazione venne fondata sull'isole Mauritius da Caroline Lenferna de Laresle (1824-1900) insieme con il missionario Xavier Masuy (1813-1880).
Nel 1851 la congregazione iniziò ad ammettere anche aspiranti suore indigene.
Diffusasi notevolmente a Maurizio, l'istituto aprì filiali a Bruxelles e, nel 1878, a Roma, dove venne stabilita la casa generalizia.
L'istituto ricevette il decreto di lode dalla congregazione di Propaganda fide il 5 settembre 1871 e l'approvazione definitiva della Santa Sede il 30 agosto 1882. Il 12 settembre 1910 il priore generale Tommaso Rodríguez, a istanza di madre Maria della Natività, superiora della congregazione, concesse all'istituto l'aggregazione all'Ordine di Sant'Agostino.

## Attività e diffusione
Le suore della congregazione si dedicano all'istruzione e all'educazione cristiana della gioventù e all'assistenza ai malati.
L'istituto conta case in Europa (Belgio, Francia, Italia, Polonia, Regno Unito), in Asia (Corea del Sud, Filippine, India), in Africa (Mauritius, Repubblica Democratica del Congo), e in Argentina; la sede generalizia è in via Merulana a Roma.
Alla fine del 2008 la congregazione contava 226 suore in 40 case.